# Longhorn 500 1999
Longhorn 500 1999 var ett race som var den fjärde deltävlingen i Indy Racing League 1999. Racet kördes den 12 juni på Texas Motor Speedway. Scott Goodyear tog sin andra seger på fyra tävlingar, och drygade därmed ut sin mästerskapsledning. Greg Ray och Sam Schmidt var övriga förare på pallen.

## Slutresultat
| Plats | Förare                | Team                   | Grid |
| ----- | --------------------- | ---------------------- | ---- |
| 1     | Scott Goodyear        | Panther Racing         | 2    |
| 2     | Greg Ray              | Team Menard            | 4    |
| 3     | Sam Schmidt           | Treadway Racing        | 6    |
| 4     | Stéphan Grégoire      | Dick Simon Racing      | 16   |
| 5     | Eliseo Salazar        | Nienhouse Motorsports  | 20   |
| 6     | Robby Unser           | Team Pelfrey           | 12   |
| 7     | Davey Hamilton        | Galles Racing          | 15   |
| 8     | Mark Dismore          | Kelley Racing          | 1    |
| 9     | Buzz Calkins          | Bradley Motorsports    | 14   |
| 10    | Scott Sharp           | Kelley Racing          | 2    |
| 11    | Ronnie Johncox        | Kelley Racing          | 10   |
| 12    | Steve Knapp           | ISM Racing             | 17   |
| 13    | Kenny Bräck           | A.J. Foyt Enterprises  | 9    |
| 14    | Buddy Lazier          | Hemelgarn Racing       | 24   |
| 15    | Johnny Unser          | Hemelgarn Racing       | 18   |
| 16    | Eddie Cheever         | Cheever Racing         | 5    |
| 17    | Donnie Beechler       | Cahill Racing          | 25   |
| 18    | Jeff Ward             | ISM Racing             | 7    |
| 19    | Robby McGehee         | Conti Racing           | 21   |
| 20    | John Hollansworth Jr. | TeamXtreme             | 13   |
| 21    | Tyce Carlson          | Blueprint-Immke Racing | 3    |
| 22    | Jaques Lazier         | Truscelli Racing       | 19   |
| 23    | Raul Boesel           | Brant Racing           | 24   |
| 24    | Billy Boat            | A.J. Foyt Enterprises  | 11   |
| 25    | Jimmy Kite            | McCormack Motorsports  | 22   |
| 26    | Scott Harrington      | McCormack Motorsports  | 26   |